# Aldus Corporation
La Aldus Corporation (il cui nome viene dall'editore veneziano rinascimentale Aldo Manuzio) era un'azienda statunitense di software che ha scritto una pagina fondamentale della storia dell'informatica e dell'editoria. Fu il suo programma PageMaker a porre le basi del desktop publishing (DTP). L'azienda ha anche dato origine al formato di file TIFF (Tagged Image File Format), ampiamente utilizzato nel settore della grafica digitale. L'azienda fu fondata e diretta da Paul Brainerd.
PageMaker, uscito nel luglio del 1985 per l'Apple Macintosh, era basato sul linguaggio per la descrizione delle pagine PostScript sviluppato da Adobe. La versione per PC seguì nel 1986, ma a quel punto il Macintosh si era già imposto come standard de facto per il DTP, anche grazie all'Apple LaserWriter, la prima stampante compatibile con il PostScript e alla disponibilità di Adobe Illustrator e PhotoShop (allora ancora solo su MacOS) a completamento di una suite per la grafica.
Successivamente, la Aldus aggiunse al suo catalogo FreeHand, un potente programma di disegno vettoriale, originariamente sviluppata da Altsys.
Negli Anni '90, la posizione di PageMaker fu erosa da QuarkXPress, che divenne l'applicazione leader del settore.
Nello stesso periodo, la Adobe - creatore di PostScript, importante distributore di font e casa madre delle più importanti applicazioni nel campo della grafica - cercò di colmare la lacuna nel proprio catalogo rappresentata dalla mancanza di un programma DTP. Questo portò l'azienda ad acquisire la Aldus nel settembre del 1994: in seguito, FreeHand (il principale concorrente di Adobe Illustrator) sarebbe passato a Macromedia.